# فرودگاه کاستر
فرودگاه کاستر (به انگلیسی: Custer Airport) یک فرودگاه همگانی بهره‌برداری هوایی است که یک باند فرود آسفالت دارد و طول باند آن ۱۵۲۳ متر است. این فرودگاه در کشور ایالات متحده آمریکا قرار دارد و در ارتفاع ۱۸۸ متری از سطح دریا واقع شده‌است.